# رودخانه تیرم و شیرود
رودخانه تیرم و شیرود از رودخانه‌های شهرستان تنکابن در استان مازندران ایران است. بر طبق نوشته‌های قدیمی پیش از صد و پنجاه سال نام این رودخانه جهودرود بوده‌است.
این رودخانه از چشمه‌سارهای کوه‌های سمت جنوبی دریا و از مراتع و آبادیهای صوفی کلایه (یا سیب کلایه) – دیمرون – سیاه بن – گوهردره – خرم‌سرا - آغوزحال –شیرزمین – نسیه کوه – ترم پشته – آخوند محله – کند سرک – آقا مقیم محله – سلیمان‌آباد – رودباری کنار – فقیه محله – رفیع آباد – کچانک – بالای شیرود از زیر پل فلزی بزرگی که در زمان رضاشاه پهلوی ساخته شده گذشته به دریا می‌ریزد. آب این رودخانه در فصول مختلف متغیر است در مواقع آب شدن برف‌ها و باران‌های شدید گاهی سیلاب خطرناک و زیان باری جاری می‌شود. از مصب دریا تا حدود یک کیلومتری برای قایقرانی موتوری و پارویی کوچک قابل استفاده است پهنای آن بین ۲۰ تا ۵۰ متر متغیر می‌باشد. 